# رجل قنطورس

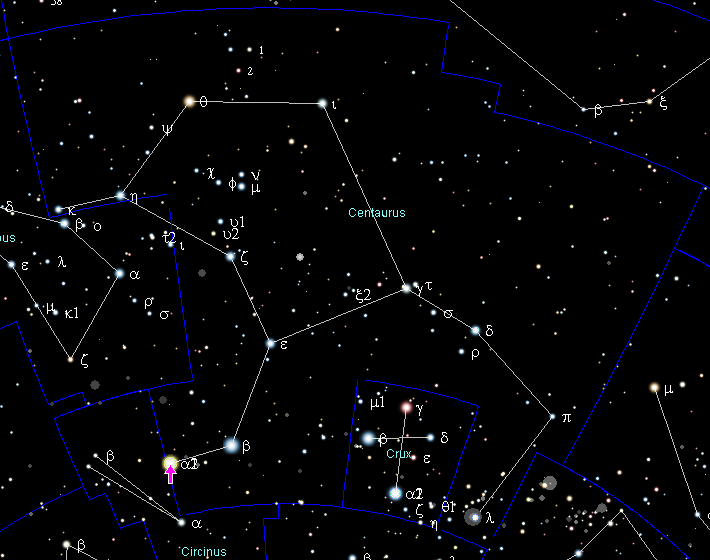
موقع رجل قنطورس في كوكبة قنطورس.

رِجْل قِنْطُورَس أو حَضَارِ (اسم مبني على الكسر) أو نَيِّر قنطورس أو ألفا قنطورس (بالإنجليزية: Alpha Centauri) هو ألمع نجوم كوكبة قنطورس وثالث ألمع نجم في سماء الليل، وهو أقرب نظام نجمي إلى الشّمس على بعد 4.33 سنة ضوئية. توجد كوكبة قنطورس في نصف الكرة السماوية الجنوبي. ويتكون رجل قنطورس من نجم مزدوج هما رجل قنطورس A (اسمه الإنجليزي Rigil Kentaurus مشتق من الاسم العربي للنجم) اللامع ولونه أصفر، ورجل قنطورس B (اسمه الإنجليزي Toliman مشتق من كلمة "الظُّلْمَان" الاسم العربي الثاني لكوكبة قنطورس) وهو برتقالي اللون.
يبلغ سطوع ثنائي رجل قنطورس −0.27 وهما بذلك ثالث ألمع نجم في سماء الليل، ويبلغ سطوع رجل قنطورس أ وحده −0.01 قدر ظاهري، وعند اعتبار الأخير من بين ألمع النجوم الفردية في سماء الليل، فهو رابع ألمع عند قدر ظاهري قيمته +0.01، وهو أخفت قليلًا من السماك الرامح بقدر ظاهري قيمته -0.05.
يوجد بالقرب من هذا النظام الثنائي نجم عبارة عن قزم أحمر وهو قنطورس الأقرب، أقرب النجوم إلى الشمس حيث يبعد عنا 22و4 سنة ضوئية. ولا يزال الرصد قائما لمعرفة عما إذا كان هذا النجم ينتمي إلى ثنائي رجل قنطورس.

## ثنائي رجل قنطورس

المدار الظاهري (صغير) والمدار الحقيقي لرجل قنطورس B حول (رجل قنطورس A).

يبلغ ضياء ثنائي رجل قنطورس 4.1 قدر مطلق. ولا يمكن فصل النجمين عن بعضهما بالعين المجردة. ولكن يمكن رؤيتهما منفصلان بواسطة تلسكوب بسيط، تكون له فتحة عدسة بقطر 5 سنتيمتر على الأقل. يدور النجمان حول مركز ثقلهما مرة كل 80 سنة.
يدور النجمان حول بعضهما البعض في مدارين بيضووين في شكل قطع ناقص ولهما انزياح مركزي نحو 0.5 ولهذا تختلف المسافة بين النجمين بين 11.5 و36.3 وحدة فلكية. وتعادل المسافة القصيرة بينهما بعد المشتري عن الشمس، وأما أبعد مسافة بينهما فهي تعادل المسافة بين نبتون والشمس.
.
تبلغ الزاوية الفاصلة بين النجمين كما تُرى من الأرض 0.737 ثانية قوسية
. رصدت أكبر مسافة بينهما في عام 1995 كما من المتوقع أن تقل المسافة المرئية بينهما في عام 2035 .
يمكن عن طريق حساب المحورين الرئيسيين للنجمين وزمن دورتيهما تعيين الكتلة الكلية للنجمين وهي تبلغ 2,08 كتلة شمسية.

## الخواص الطبيعية

الأحجام النسبية لنظام رجل قنطورس ومقارنتها بحجم الشمس.

تكوّن النجمان رجل قنطورس A ورجل قنطورس B في نفس الوقت مند نحو 6.5 مليار سنة (بنسبة خطأ تقدر بنحو 3و0 مليار سنة، أي أن تقدير العمر يقع بين 6.3 مليار سنة إلى 6.8 مليار سنة).
يعتبر النجمان نجمين عاديين من نجوم النسق الأساسي، أي انهما قد وصلا خلال عمرهما إلى مرحلة مستقرة يندمج فيها الهيدروجين فيتحول بالاندماج النووي إلى هيليوم (هذا هو ما يجرى الآن في الشمس). ونظرا لأن رجل قنطورس A أكبر كتلة عن رجل قنطورس B فمن المتوقع أن يبقى مدة قصيرة في طور النسق الأساسي قبل أن يتحول إلى عملاق أحمر. بهذا يكون عمر النجم الأكبر كتلة (رجل قنطورس A) أقصر من عمر رفيقه الصغير الكتلة رجل قنطورس B، ويعتبر قد امضى من عمره أكثر من النصف. أما النجم القريب منهما وهو قنطورس الأقرب فيبلغ عمره نحو 85و4 مليار سنة.
يسمى نظام رجل قنطورس A ورجل قنطورس B أحيانًا «رجل قنطورس AB» وقد حصل الفلكيون على قياسات دقيقة لحركة سطحيهما (حيث النجمان قريبان من بعضهما ويؤثران على بعضهما البعض بما يشبه المد والجذر. هذا الفرع من علم الفلك «قياس تزلزل النجوم» Astroseismology). تعطي قياسات تزلزل النجوم معلومات عن بنيات النجوم الداخلية. وبالإضافة إلى المعلومات التي يحصل عليها العلماء بطرق الرصد العادية الأخرى فيمكنهم من تعيين خواص النجوم بطريقة أفضل عما لو اقتصروا على طريقة واحدة للرصد.
| الاسم        | الهيدروجين | الهيليوم | عناصر أثقل |
| ------------ | ---------- | -------- | ---------- |
| α Centauri A | 71.5       | 25.8     | 2.74       |
| α Centauri B | 69.4       | 27.7     | 2.89       |
| الشمس        | 73.3       | 24.5     | 1.81       |

### رجل قنطورس A
رجل قنطورس A هو النجم الأصفر اللون ويماثل طيفه طيف الشمس، فهو من التصنيف الطيفي G2 V. بذلك ينتمي هو والشمس إلى النجوم الساخنة من نوع G (في ذلك التصنيف الطيفي يوصف الرقم 0 «أسخن» فئة إلى رقم 9 «أبرد» فئة.) ويعطي تصنيف ضياؤه V أنه ينتمي إلى فئة نجوم النسق الأساسي. يبلغ سطوعه الظاهري -01و0 قدر ظاهري وهو يأتي في الترتيب بعد الشعرى اليمانية (−1.46 قدر ظاهري)، وسهيل (−0.72 قدر ظاهري) وحارس السماء (−0.05 قدر ظاهري)، وقبل النسر الواقع (0.03 قدر ظاهري) فيكون بذلك رابع نجم في درجة اللمعان في السماء.
يبلغ درجة حرارة سطح رجل قنطورس A نحو 5800 كلفن وهي قريبة جدا من درجة حرارة سطح الشمس. ويبلغ قطره 22و1 قطر شمسي وهو أكبر من قطر زميله رجل قنطورس B حيث يبلغ قطره 1و1 قطر الشمس، ويشع رجل قنطورس B ضياء أشد من الشمس 5و1 مرة.
بالنسبة إلى تركيب رجل قنطورس A الكيميائي فتزيد فيه نسبة معدنيته (في الفلك تعني العناصر الأثقل من الهيليوم «معادن») عن الشمس نحو 70 % فهي تبلغ [Fe/H]A = 0.22 ± 0.05).
وتبلغ منطقة احتمال وجود حياة حوله بين 2و1 و3و1 وحدة فلكية، أي لو وجد كوكب يدور حوله على هذا البعد منه فيمكن أن يكون خصبا لوجود كائنات حية عليه، لأن درجة الحرارة على الكوكب تكون مناسبة لنشأة حياة.

### رجل قنطورس B
يسطع رجل قنطورس B بلون برتقالي وينتمي إلى الفئة الطيفية K1 وتصنيف ضياؤه من الفئة V . يبلغ لمعانه كما يرى من الأرض 33و1 قدر ظاهري وهو بذلك يحتل المركز 21 في قائمة أشد النجوم سطوعا. وتبلغ كتلته 93و0 كتلة شمسية ويبلغ قطره 86و0 قطر شمسي.
بالنسبة إلى تركيبه الكيميائي فهو شبيه بتركيب الشمس. وأيضا تبلغ معدنيته أعلى من معدنية الشمس بنحو 70% (تبلغ معدنيته Fe/H]B = 0.24 ± 0.05 ]). ويدور حول محوره في دورة تبلغ 41 يوم (بالمقارنة بدوران الشمس حول محورها في 25 يوم).
تبلغ درجة حرارة سطحه 5300 كلفن وهو أبرد قليلا من الشمس (درجة حرارة الشمس 5700 كلفن. ونظرا لصغر حجمه ودرجة حرارة سطحه المنخفضة عن درجة حرارة سطح الشمس فيبلغ ضياؤه نحو 50% فقط من ضياء الشمس (القدرة الكلية لضياء الشمس). بهذا يبلغ شدة ضياء رجل قنطورس B ذو التصنيف النجمي K1-V نحو ثلث ضياء قرينه رجل قنطورس A. وتبلغ منطقة احتمال وجود حياة بالقرب منه بين 73و0 و74و0 وحدة فلكية.
ورغما عن أن ضياء «رجل قنطورس B» أقل من ضياء «رجل قنطورس A» إلا أنه يشع أشعة إكس أكثر منه. وتتغير طاقة اشعاعه مع الزمن، كما رصدت له بعض الفليرز المشابهة للشمس.
| رفيق (بترتيب النجوم) | كتلة                | نصف محور (AU)         | الفترة المدارية (يوم) | انحراف | ميلان | نق       |
| -------------------- | ------------------- | --------------------- | --------------------- | ------ | ----- | -------- |
| Bc                   | —                   | 0.141                 | 20.4                  | <0.24  | —     | 0.92 أر⊕ |
| Cb                   | ≥1.27+0.19 −0.17 م⊕ | 0.0485+0.0041 −0.0051 | 11.186                | <0.35  | —     | —        |

## انتماء قنطورس الأقرب إلى النجم الثنائي
لم يفصل حتى الآن عما إذا كان النجم قنطورس الأقرب - وهو أقرب النجوم جميعا إلى الأرض - ينتمي إلى نجمي رجل قنطورس. ويميل الكثير من العلماء إلى أن قنطورس الأقرب يتأثر ثقاليا بالنجم المزدوج.
تبلغ المسافة بين قنطورس الأقرب ورجل قنطورس A ورجل قنطورس B نحو 15.000 وحدة فلكية (21و0 سنة ضوئية، وهذه المسافة أكبر نحو 1000 مرة المسافة بين النجمين أ وب، أو نحو 500 ضعف المسافة بين الشمس والكوكب نبتون. وتبلغ زاوية رؤية قنطورس الأقرب كما تري من الأرض بالنسبة إلى «رجل قنطورس AB» نحو 2و2 درجة قوسية. .
وتشير بعض الأرصاد الفلكية مثل ارصاد القمر الصناعي هيباركوس إلى احتمال أن قنطورس الأقرب يوجد في مدار حول النجم الثنائي «قنطورس AB»، ان دورته حولهما تستغرق 500.000 سنة (تختلف التقديرات بين 100.000 سنة ومليون سنة، لهذا الانتماء صعب التقدير.) واحيانا يسمى قنطورس الأقرب «رجل قنطورس C»، ولكن تلزم قياسات جديدة لتعيين سرعة قنطورس الأقرب من أجل الوثوق في صحة انتمائه إلى رجل قنطورس AB.
كما تشير حسابات محاكاة بالحاسوب تأخذ كتل تلك النجوم والمسافات بينهم في حسبانها إلى أن احتمال انتماء قنطورس الأقرب للنظام يبلغ 44 % فقط. كما أجريت فحوصات في عام 1994 وهي تشير إلى أن قنطورس الأقرب ربما يشكل مع النجم الثنائي وتسعة نجوم أخرى نظامًا يدور حول بعضه. وهذا قد يعني أن حركة قنطورس الأقرب لا يقوم بالدوران في فلك حول رجل قنطورس AB.

## حركة النظام

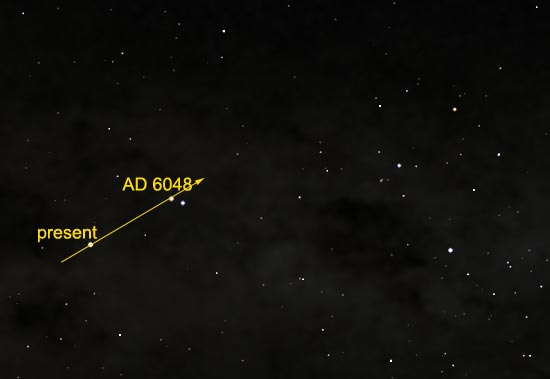
الحركة الظاهرية لرجل قنطورس AB في اتجاه بيتا قنطورس. والصورة تبين موقعهما في عام 6048 ميلادية طبقا للحسابات.

يتحرك نظام رجل قنطورس مواربا في اتجاه شمسنا وتقل المسافة بينهما بمعدل 22 كيلومتر في الثانية. أما قنطورس الأقرب فهو يقترب من الشمس بمعدل 16 كيلومتر في الثانية.
وخلال ألف سنة سيتحرك رجل قنطورس في السماء مسافة نحو 1 درجة قوسية (أي ما يعادل اتساع القمر مرتين). وبعد 400 سنة بهذا المعدل فسوف يقترب رجل قنطورس من بيتا قنطورس (الوزن) ظاهريًا، بحيث يظهرا كما لو كانا يشكلان نجما ثنائيا. ولكن رجل قنطورس AB يتحرك في اتجاه الشمس وتقل المسافة بينه وبين الشمس. أما «بيتا قنطورس» فهو يبعد عن الشمس 520 سنة ضوئية (بعد قنطورس عنا 22و4 سنة ضوئية فقط)، أي يبعد بيتا قنطورس عنا نحو 120 مرة بعد رجل قنطورس. وتبلغ سرعة حركته 1% فقط من سرعة حركة رجل قنطورس.

## اكتشاف كوكب

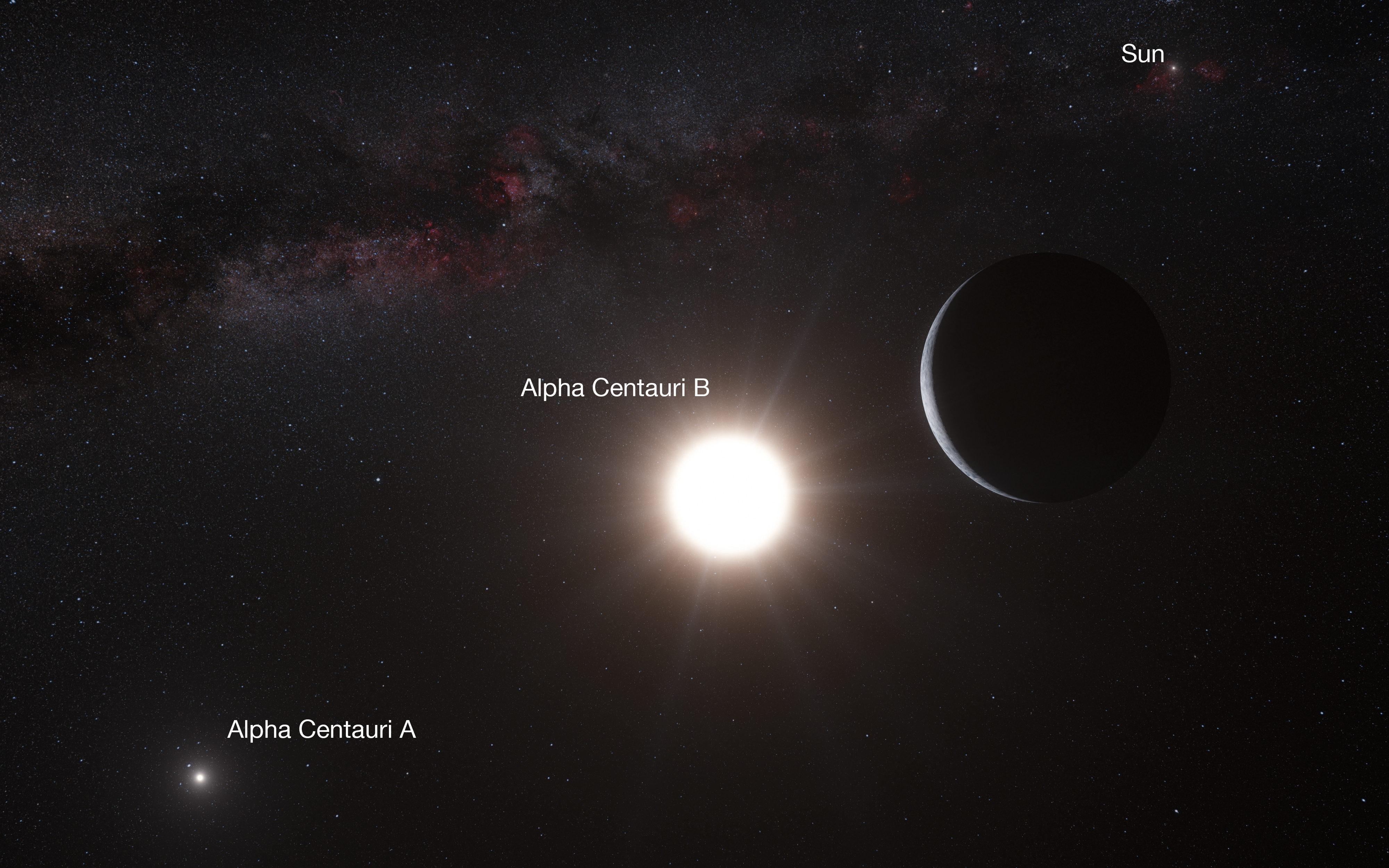
صورة فنية بالقرب من رجل قنطورس B وكوكبه رجل قنطورس Bb، كما تخيل الفنان موقعي الشمس ورجل قنطورس AB.

أعلن المرصد الأوروبي الجنوبي يوم 16 أكتوبر 2012 عن رصده لكوكب يتبع نجم رجل قنطورس B، وأسماه الفلكيون رجل قنطورس Bb. طبقًا لما جاء في الرسالة العلمية المنشورة أن الكوكب يبعد عن رجل قنطورس B نحو 6 ملايين كيلومتر، وهي مسافة أقل من بعد عطارد عن الشمس. كما ذكرت الرسالة أنه يدور حول نجمه خلال 3.2 أيام، بهذا يصبح خارجًا عن المنطقة حول النجم التي تسمح بنشأة كائنات حية عليه.
تبلغ كتلة الكوكب 1.1 كتلة أرضية وهو بذلك أصغر كوكب عثر عليه بالقرب من نجم مشابه للشمس، وفي نفس الوقت أقرب تلك الكواكب للأرض. وقد تم الرصد بواسطة مرسمة الطيف HARPS الخاص باكتشاف كواكب خارج المجموعة الشمسية، وقد قام بمراقبة رجل قنطورس B خلال فترة 4 سنوات.
تتسبب حركة الكوكب رجل قنطورس Bb بتغير السرعة الشعاعية «لرجل قنطورس B» بمقدار 51و0 متر /الثانية فقط.

## إمكانية تكوين كواكب
أجريت حسابات محاكاة بالحاسوب لتمثلي تكوين كوكب حول نجم ما، وهي تبين أنه من الممكن تكون كواكب تشبه الأرض بالقرب من رجل قنطورس A أو رجل قنطورس B. وتعزز تلك الدراسة اكتشاف كواكب في أنظمة نجم ثنائية مثل الراعي والمعدنية العالية لنظام رجل قنطورس، كما تدل عليها أيضا وجود أقمار متعددة تدور في أفلاك حول المشتري وزحل. ولكنه من المؤكد أنه لا يمكن تكون كوكب مثل المشتري وهو كوكب غازي كبير في نظام مكون من نجم مزدوج بسبب ما سيتعرض له - وهو غازي - من اختلال مستمر في جاذبية النجمين له. لهذا فلا عجب أنه حتى الآن لم يكتشف في «رجل قنطورس AB» أي كوكب غازي. وعلى هذا الأساس فيعتقد العلماء أن كوكب بالقرب من نظام رجل قنطورس لا بد وأن يكون جافا وليس غازيا. ويميلون إلى هذا الاعتقاد حيث أن في المجموعة الشمسية يعمل وجود كواكب كبيرة مثل المشتري وزحل على جذب مذنبات من خارج المجموعة الشمسية وجذبها نحو الأرض مما يجعلها تلتحم بالأرض وتمدها بالماء الضروري لنشأة حياة عليها (يعتقد العلماء في أن الماء جاء إلى الأرض عن طريق مذنبات تحمله، آتية من خارج المجموعة الشمسية، هذه نظرية لا زالت تحت البحث).
ولكن من الممكن حدوث ذلك رغم عدم وجود كواكب كبيرة بافتراض أن رجل قنطورس A يقوم بمهمة جذب المذنبات لتقع على كوكب رجل قنطورس Bb وإمداده بالماء أو بالعكس. وربما يقوم قنطورس الأقرب بتلك المهمة بحيث يمكن من تكوّن كواكب لها خصائص أرضية بالقرب من «رجل قنطورس A» و«رجل قنطورس B» وإمدادها بالماء.
ولم يعرف حتى الآن إلى أي بعد يمكن تكوين أفلاك مستقرة لكواكب في نجم مزدوج. وتشير التقديرات إلى أنه بالنسبة إلى رجل قنطورس A فقد تكون المسافة بين 2و1 وحدة فلكية إلى 5و6 وحدة فلكية.
بغرض التأكد من وجود كواكب لها مواصفات الأرض حول نجوم مشابهة للشمس لا بد من إجراء قياسات دقيقة لتعيين السرعة الشعاعية للنجم واختلافاتها في حيز عدة سنتيمترات في الثانية. فإذا تم قياس حركة ترجّح Wobbling للنجم المركزي الناتجة عن جاذبية الكوكب، أمكن التأكد من وجود الكوكب وتعيين كتلته. ويبدو أن رجل قنطورس مناسب لإجراء تلك القياسات حيث أنه نجم هاديء لا يضطربه نشاطات غير عادية على سطحه. ومن المؤكد أنه يلزم عدة سنوات لتجميع معلومات كافية نتأكد من خلالها بوجود كوكب.

## الظروف الملائمة للحياة
بناء على تماثل النجمان من حيث العمر والتصنيف النجمي وتصنيف الطيف والاستقرار في مداريهما فمن المعتقد أن هذا النظام النجمي هو أحسن نظام معروف حتى الآن يمكن أن تنشأ فيه حياة خارج المجموعة الشمسية. تعتبر النجوم المناسبة لنشأة حياة بالقرب منها هي تلك من الفئات G الصفراء وF القديمة (الباردة) وK الجديدة الساخنة (انظر نطاق صالح للسكن).
ولكي يكون رجل قنطورس A مناسبًا لنشأة حياة فيكون ذلك من الممكن في نطاق بين 2و1 - 3و1 وحدة فلكية بعيدا عنه  لكي تكون على الكوكب درجة حرارة مشابهة لدرجة الحرارة على الأرض. وبالنسبة إلى المجموعة الشمسية فيقع هذا الحيز بين الأرض والمريخ. أما بالنسبة لرجل قنطورس B الأقل ضياء، فلا بد من أن تكون تلك المسافة بين 73و0 - 74و0 وحدة فلكية،  أي نحو بعد الزهرة عن الشمس.
ويحتل كل من رجل قنطورس A ورجل قنطورس B المراكز الأولى من بين قائمة 100 نجم أعدتها ناسا كنجوم لإجراء البحث فيها عن كواكب صالحة للحياة.
وتحوي تلك القائمة نجوما يحتمل وجود فيها كواكب ذات خصائص مشابهة لخصائص الأرض. إلا أن بناء التلسكوب الفضائي الذي سيقوم بتلك المهمة قد تأجل بسبب قلة الاعتمادات المالية.